# Sonja Wiedemann
Sonja Wiedemann (8 de septiembre de 1977) es una deportista alemana que compitió en luge en la modalidad individual.
Ganó dos medallas en el Campeonato Mundial de Luge, oro en 1999 y bronce en 2000, y una medalla de plata en el Campeonato Europeo de Luge de 2000.

## Palmarés internacional
| Campeonato Mundial | Campeonato Mundial    | Campeonato Mundial | Campeonato Mundial |
| Año                | Lugar                 | Medalla            | Prueba             |
| ------------------ | --------------------- | ------------------ | ------------------ |
| 1999               | Königssee (Alemania)  | Medalla de oro     | Individual         |
| 2000               | St. Moritz (Suiza)    | Medalla de bronce  | Individual         |
| Campeonato Europeo |                       |                    |                    |
| Año                | Lugar                 | Medalla            | Prueba             |
| 2000               | Winterberg (Alemania) | Medalla de plata   | Equipo             |